# Vyšný Kubín
Vyšný Kubín (węg. Felsőkubin) – wieś (obec) na północy Słowacji, w powiecie Dolný Kubín, w historycznym rejonie Orawa. Położona jest w dolinie potoków Jasenovskẏ potok i Leštinský potok na Pogórzu Orawskim, u podnóży Wielkiego Chocza. Przez miejscowość przebiega droga krajowa nr 59 oraz droga lokalna do miejscowości Osádka. Pierwsza pisemna wzmianka o miejscowości pochodzi z 1325 roku.
Po północnej stronie zabudowań wsi wznoszą się dwie majestatyczne, wapienne  skały – Tupá skala i Ostrá skala. są dobrze widoczne z drogi nr 59.

## Szlak turystyczny
Vyšný Kubín – Drápač – Wielki Chocz. Czas przejścia: 4h

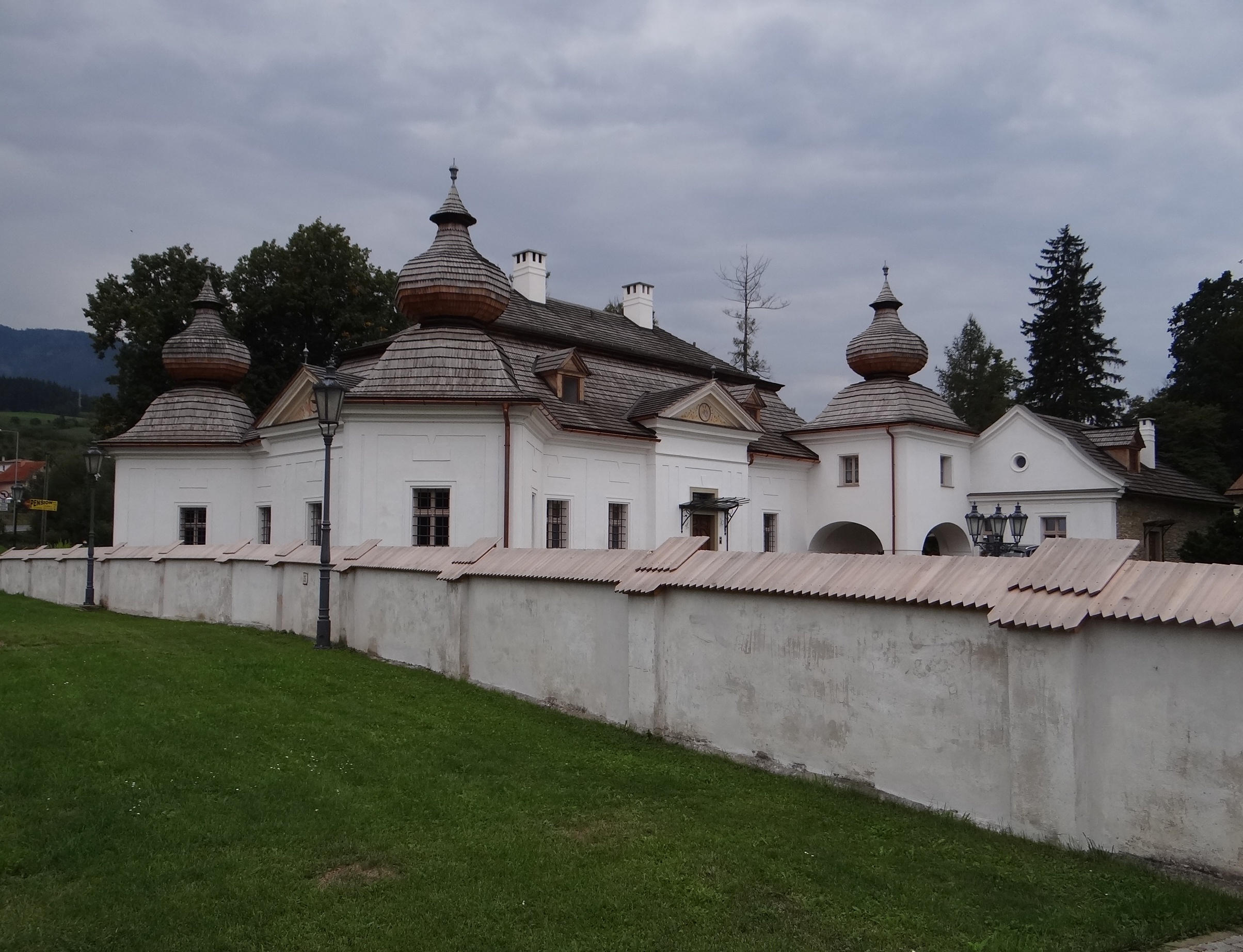
Kasztel
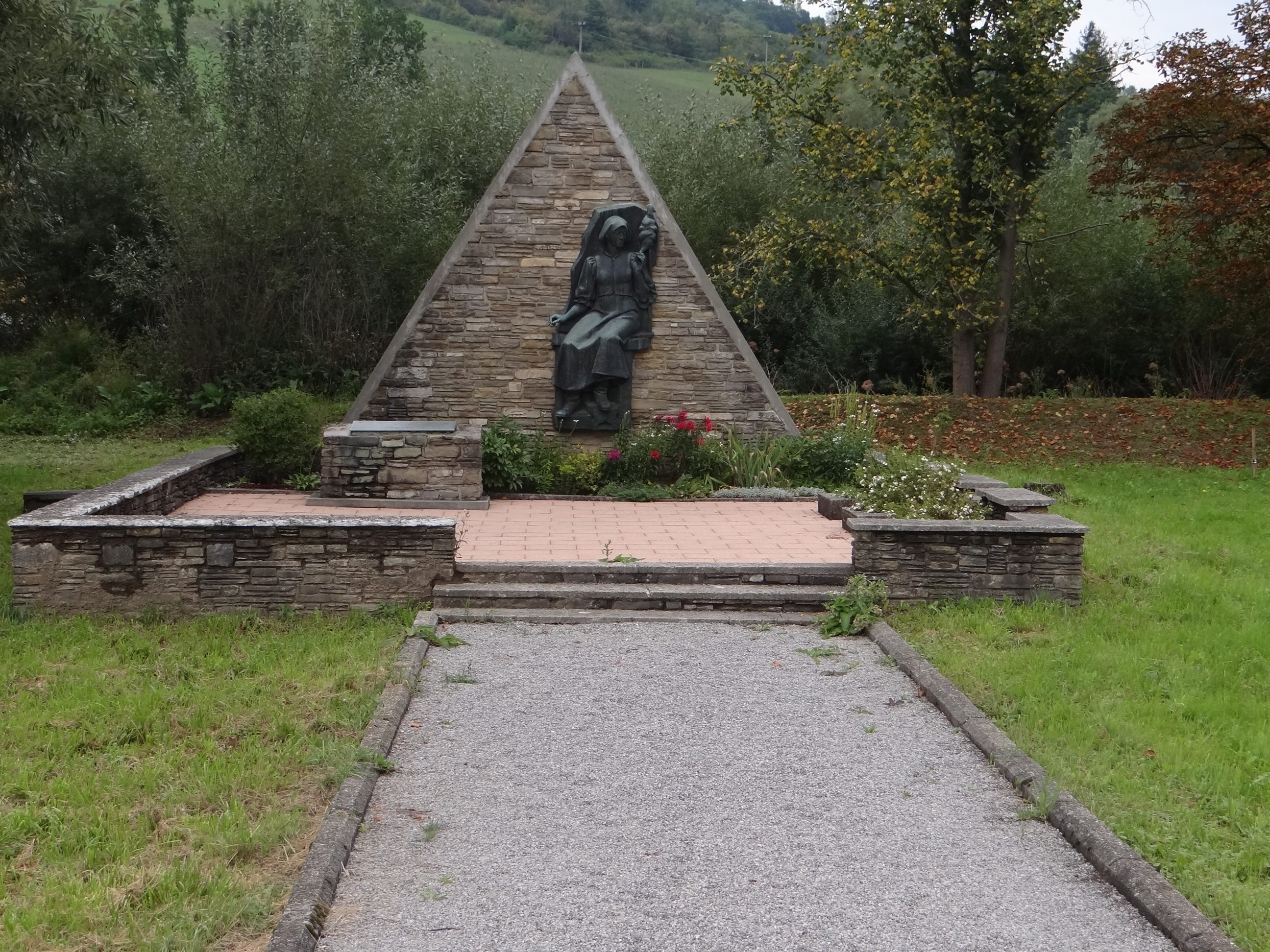
Pomnik prządki. Autor: Fraňo Štefunko, 1972
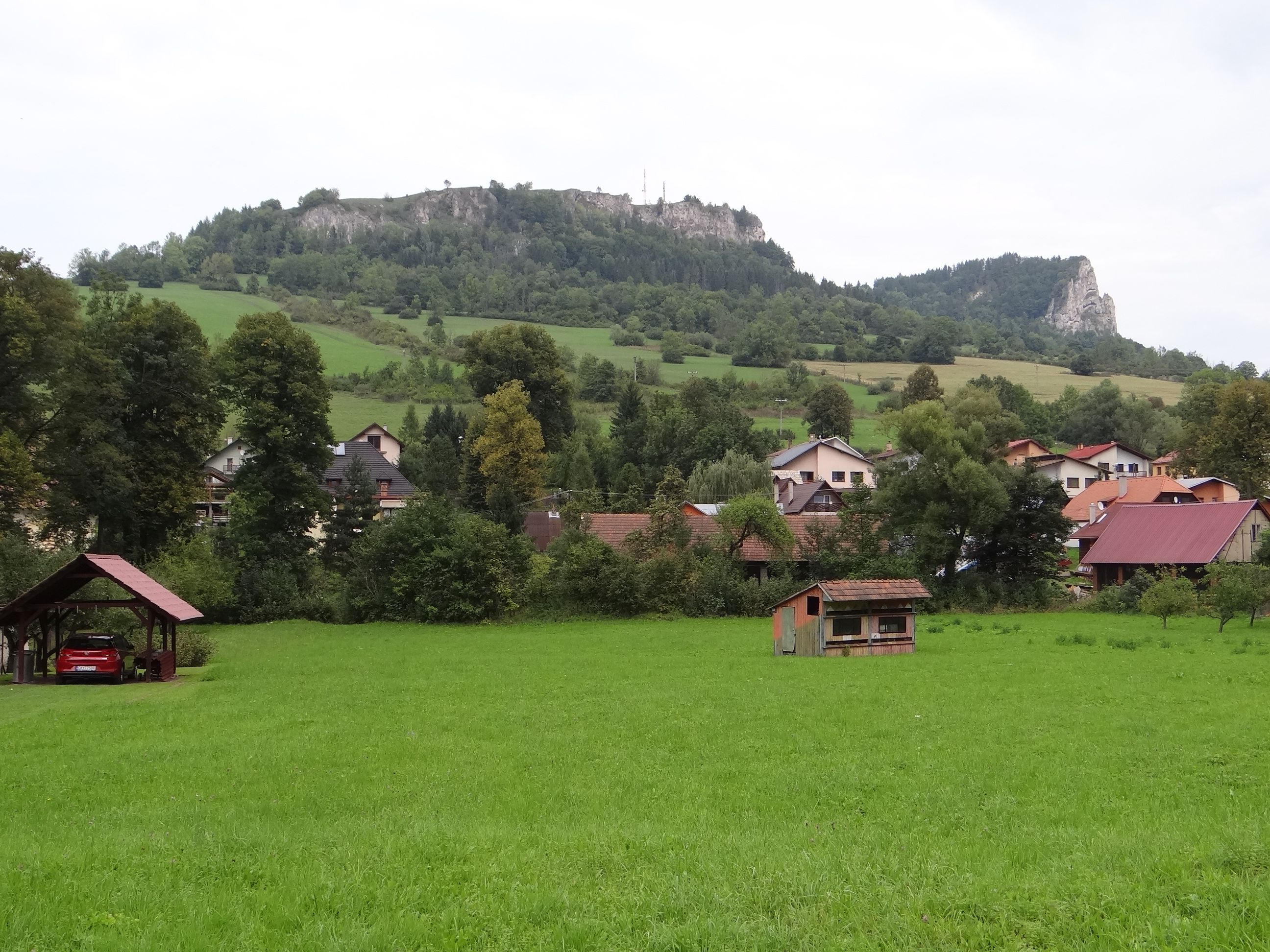
Tupá skala i Ostrá skala